# Urmas Reinsalu
Urmas Reinsalu (Tallinn, 22 juni 1975) is een Estisch politicus. Hij bekleedde verschillende ministerschappen in de Estische regering; zo was hij minister van Defensie (2012–2014), minister van Justitie (2015–2019) en tweemaal minister van Buitenlandse Zaken (2019–2021 en 2022–2023). Reinsalu is lid van de christendemocratische partij Isamaa, waarvan hij sinds 2023 de partijleider is. Eerder leidde hij de partij al tussen 2012 en 2015.

## Biografie
Reinsalu studeerde in 1997 af in de rechten aan de Universiteit van Tartu. In 2007 verwierf hij een zetel in de Riigikogu, het nationale parlement van Estland. Vijf jaar later, in januari 2012, werd Reinsalu verkozen tot voorzitter van zijn politieke partij Isamaa ja Res Publica Liit. In datzelfde jaar volgde hij de voortijdig afgetreden Mart Laar op als minister van Defensie in het derde kabinet van Andrus Ansip. Na het aftreden van Ansip in maart 2014 keerde hij terug naar de Riigikogu.
Bij de verkiezingen van 2015 werd Reinsalu met 2949 voorkeursstemmen herkozen in de Riigikogu. Vanwege het grote verlies van zijn partij bij deze verkiezingen besloot hij echter af te treden als partijvoorzitter. In april van dat jaar nam Reinsalu als minister van Justitie zitting in het tweede kabinet van Taavi Rõivas, een functie die hij tevens behield in het hieropvolgende kabinet van Jüri Ratas (2016–2019).
In het kabinet-Ratas II (2019–2021) was Reinsalu actief als minister van Buitenlandse Zaken. Hij verloor die post toen zijn partij in januari 2021 in de oppositie belandde. Na een kabinetscrisis trad Isamaa in juli 2022 echter opnieuw toe tot de Estische regering en werd Reinsalu als minister van Buitenlandse Zaken herbenoemd. Ditmaal diende hij onder het premierschap van Kaja Kallas. Na de zware nederlaag die Isamaa leed bij de parlementsverkiezingen van 2023 keerden Reinsalu en zijn partij niet terug in het volgende kabinet.
- Gemeinsame Normdatei: 1100354697
- Virtual International Authority File: 198146462567927770015